# Lilith (1964)
Lilith is een Amerikaanse dramafilm uit 1964 onder regie van Robert Rossen.

## Verhaal
De voormalige soldaat Vincent Bruce vindt werk als therapeut in een psychiatrisch instituut. Hij laat zich langzaamaan verleiden door Lilith Arthur, een geheimzinnige, jonge patiënte uit de instelling die lijdt aan een vorm van schizofrenie.

## Rolverdeling
| Acteur          | Personage         |
| --------------- | ----------------- |
| Warren Beatty   | Vincent Bruce     |
| Jean Seberg     | Lilith Arthur     |
| Peter Fonda     | Stephen Evshevsky |
| Kim Hunter      | Dr. Bea Brice     |
| Anne Meacham    | Yvonne Meaghan    |
| Jessica Walter  | Laura             |
| Gene Hackman    | Norman            |
| James Patterson | Dr. Lavrier       |
| Robert Reilly   | Bob Clayfield     |